# Madridanos
Madridanos è un comune spagnolo di 545 abitanti situato nella comunità autonoma di Castiglia e León.